# Bauduen

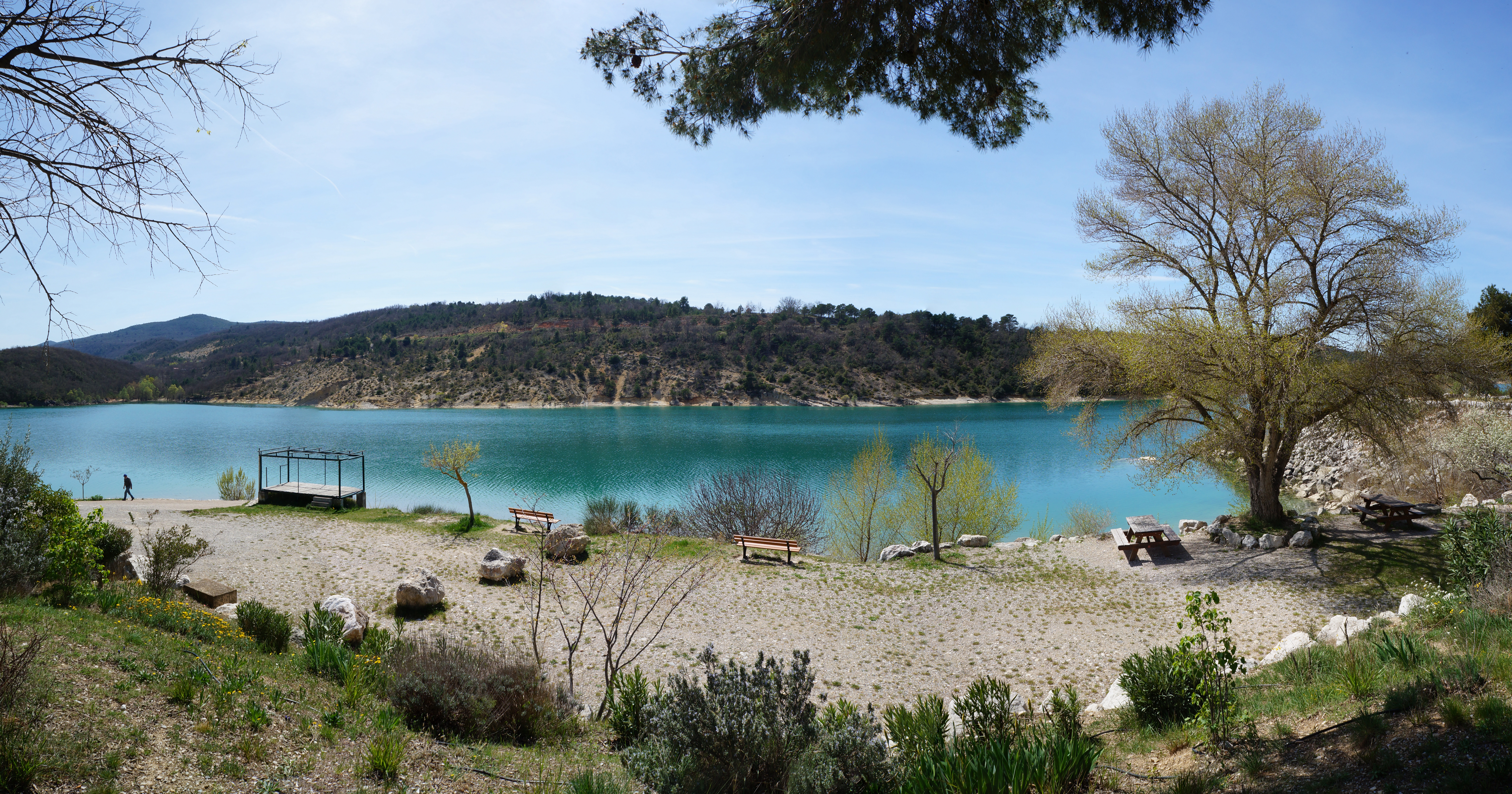
Der Lac de Sainte-Croix bei Bauduen

Bauduen (altfranzösisch Bauduen ['bawdyɛⁿ]) ist eine französische Gemeinde mit 318 Einwohnern (Stand 1. Januar 2022) im Département Var in der Region Provence-Alpes-Côte d’Azur.

## Geographie
Das Dorf liegt auf 500 Meter Höhe am Fuße des Berges Défens (723 m) und am Ufer des Stausees Lac de Sainte-Croix, der vom Fluss Verdon gebildet wird und in den hier das Flüsschen Combe einmündet. Die Gemeinde ist im Süden begrenzt durch die Bergkette der Cuguyons und im Osten durch die Mocrouis. Die Gemeinde gehört zum Regionalen Naturpark Verdon.

## Geschichte
In der Nähe der heute versiegten Quelle Fontaine-l’Évêque, welche eine der ergiebigsten in ganz Frankreich war, befand sich eine neolithische Grabkammer. Eine alte Römerstraße, die von Fréjus nach Riez lief, führte durch das Dorf. Die Begräbnisstätte und zahlreiche Keramikscherben, entdeckt von Saint-Barthélémy, sowie eine Grabinschrift in der Lobby des Rathauses bestätigen die Besetzung der Region in der Römerzeit. 
Im Jahr 1060 wurde das Dorf "Balduina Castri" zum ersten Mal in einer Urkunde von Saint-Victor de Marseille erwähnt. Im Jahre 1549 wurde Bauduen in Schutt und Asche gelegt. Während des Jahres 1765 zählte Bauduen bereits 807 Einwohner. 